# Paul Christoph Mangelsdorf
 (juillet 2023).
Si vous disposez d'ouvrages ou d'articles de référence ou si vous connaissez des sites web de qualité traitant du thème abordé ici, merci de compléter l'article en donnant les références utiles à sa vérifiabilité et en les liant à la section « Notes et références ».
Paul Christoph Mangelsdorf, né le 20 juillet 1899 dans le Kansas, mort le 22 juillet 1989, est un agronome et botaniste américain, connu pour ses travaux sur la génétique du maïs.
Mangelsdorf s'est fait le défenseur d'une théorie selon laquelle le maïs cultivé dériverait d'un maïs sauvage qui se serait hybridé avec le Tripsacum pour donner naissance au maïs moderne et à la téosinte puis aurait disparu. Cette théorie est contestée par George Wells Beadle selon qui le maïs est issu de la téosinte.